# Prumna jingpohu
Prumna jingpohu är en insektsart som först beskrevs av Huang, C. 1982.  Prumna jingpohu ingår i släktet Prumna och familjen gräshoppor. Inga underarter finns listade i Catalogue of Life.